# Крутая (приток Цемы)
Крутая — река в России, протекает по территории Лешуконского и Мезенского районов Архангельской области. Устье реки находится в 27 км по левому берегу реки Цема. Длина реки составляет 68 км.

## Данные водного реестра
По данным государственного водного реестра России относится к Двинско-Печорскому бассейновому округу, водохозяйственный участок реки — Мезень от водомерного поста деревни Малонисогорская и до устья. Речной бассейн реки — Мезень.
Код объекта в государственном водном реестре — 03030000212103000049682.